# Relațiile dintre România și Azerbaidjan
România a fost a doua țară care a recunoscut independența Azerbaijanului, pe 11 decembrie 1991. Relațiile diplomatice au fost stabilite pe 19 iunie 1992.
La 28-30 septembrie 2009, a fost semnată „Declarația privind stabilirea unui parteneriat strategic între România și Republica Azerbaidjan”, cu ocazia vizitei oficiale în România a E.S. Ilham Aliyev, președintele Republicii Azerbaijan. Documentul are următoarele obiective:
- consolidarea dialogului politic,
- cooperare energetică, cooperare economică și în investiții,
- cooperare pe probleme de securitate,
- cooperare în cadrul organizațiilor internaționale, precum și în domeniul culturii.[2]